# Ipotesi del substrato preindoeuropeo nel proto-germanico
L'ipotesi del substrato germanico è una teoria linguistica che tenta di spiegare le caratteristiche peculiari delle lingue germaniche nel contesto delle lingue indoeuropee.
Secondo questa teoria alcuni elementi comuni dei vocabolari delle lingue germaniche e alcune loro forme sintattiche, che non sembrano avere un'origine indoeuropea, dimostrerebbero che il protogermanico sia una lingua creola, nata dalla lingua di contatto tra i parlanti indoeuropei e il substrato linguistico parlato dagli antenati dei parlanti del protogermanico.
La teoria fu proposta nel 1932 dal linguista Sigmund Feist, il quale stimava che all'incirca un terzo degli elementi lessicali del protogermanico derivasse da un substrato non indoeuropeo e che la supposta semplificazione del suo sistema flessivo fosse il risultato dei tipici fenomeni di semplificazione subiti dalle lingue di contatto.
La cultura e le genti a cui apparterrebbe il materiale linguistico del supposto substrato è ancora oggetto di dibattito accademico e di studio. Tra le culture candidate sono presenti la cultura di Ertebølle, la cultura del bicchiere imbutiforme, la cultura della ceramica bucherellata, e la cultura della ceramica cordata. La teoria non è inoltre unanimemente accettata.

## Caratteristiche del protogermanico e ipotesi di spiegazione
Le lingue germaniche costituiscono un gruppo con marcati caratteri propri nell'ambito dell'Indoeuropeo: la prima rotazione consonantica enunciata dalla legge di Grimm determinò un sostanziale mutamento di suoni che interessò tutte le consonanti occlusive ereditate dall'indoeuropeo.
Inoltre le lingue germaniche condividono altre innovazioni anche in campo grammaticale: secondo Feist, la metà dei casi nominali disponibili nelle lingue comunemente considerate più conservative, come il sanscrito o il lituano, mancano nel germanico. Questa caratteristica è stata tuttavia oggetto di discussione: il linguista Eduard Prokosch, riteneva invece che gli elementi comuni indoeuropei prevalessero in modo più chiaro soprattutto nelle lingue germaniche. Inoltre, altre lingue indoeuropee, attestate in epoca più antica, come ad esempio la lingua ittita, mostrano anch'essi un ridotto numero di casi e non è certo se il protogermanico e l'ittita abbiano perso i casi mancanti, ovvero non li abbiano mai acquisiti. Secondo Edgar Polomé, non è necessario attribuire la mancanza di alcuni dei casi che i linguisti hanno ricostruito per il proto-indoeuropeo alla semplificazione dovuta alla trasformazione in una lingua di contatto. Esisterebbe invece una somiglianza strutturale piuttosto evidente tra il sistema verbale del germanico e quello dell'ittita, che porterebbero piuttosto a chiedersi se entrambi non rappresentino un modello strutturale più arcaico dei modelli flessivi elaborati in seguito dall'islandese antico o dal greco antico. Anche la struttura del verbo sarebbe stata ampiamente modificata: mostra infatti un minor numero di modi verbali, in particolare per la diatesi passiva.
È stato ipotizzato che il protogermanico sia nato come ibrido di due dialetti indoeuropei, uno del gruppo delle lingue "centum" e uno del gruppo delle lingue "satem", al momento dell'ibridazione tra di essi mutuamente comprensibili. Questa ipotesi aiuterebbe a spiegare la difficoltà di trovare un posto certo alle lingue germaniche nell'ambito della famiglia indoeuropea. Le lingue germaniche sono comunque generalmente classificate nel gruppo delle lingue centum.
Le lingue germaniche possiedono inoltre alcune parole che sembrano ignorare la rotazione consonantica: ūp = "up" è analogo al sanscrito upa- e al vedico upári: dove il germanico mostra una "p" il tipico parallelo proto-indoeuropeo è in genere b, mentre in questo caso, essendo presente la "p" anche nel sanscrito, è ipotizzabile che anche il proto-indoeuropeo presentasse una "p", la quale avrebbe dovuto avere, comunque, come parallelo nelle lingue germaniche "ūf ".

## Teoria di Hawkins
Il linguista John A. Hawkins ha sviluppato ulteriormente la teoria del substrato germanico: le genti che parlavano il protogermanico avrebbero incontrato altre popolazioni che parlavano una lingua non indoeuropea e preso a prestito da questa lingua numerosi elementi linguistici. Hawkins ipotizza che le trasformazioni descritte dalla legge di Grimm siano il risultato del tentativo delle genti che non parlavano indoeuropeo di pronunciarne i suoni, ricorrendo al suono più simile disponibile nel proprio linguaggio. Queste popolazioni sarebbero identificabili secondo Hawkins con quelle della cultura della ceramica cordata. In alternativa, nel quadro della teoria kurganica, questa cultura può essere vista come una cultura influenzata dai Kurgan a partire dalla cultura del bicchiere imbutiforme.
Secondo Theo Vennemann, inoltre, diverse parole delle lingue moderne sembrano limitare l'origine geografica di queste influenze germaniche: così il termine ash per il frassino e altri termini legati all'ambiente, suggeriscono una localizzazione nell'Europa settentrionale.
Hawkins sostiene anche che più di un terzo dell'originale lessico germanico sia di origine non indoeuropea e indica l'ipotetico substrato linguistico come causa. Alcuni campi lessicali, come quello della navigazione, dell'agricoltura, delle costruzioni, della guerra e delle armi, degli animali e in particolare dei pesci e inoltre i termini relativi ad alcune istituzioni collettive, sarebbero dominati da termini non indoeuropei. Tra i vocaboli della lingua inglese relativi a tali ambiti, Hawkins elenca:
| Navigazione                                                                                  | Guerra/armi                     | Animali/pesci                             | Istituzioni collettive                                         | Varie                                               |
| -------------------------------------------------------------------------------------------- | ------------------------------- | ----------------------------------------- | -------------------------------------------------------------- | --------------------------------------------------- |
| - sea - ship - strand - ebb - steer - sail - keel - oar - mast - north - south - east - west | - sword - shield - helmet - bow | - carp - eel - calf - lamb - bear - stork | - king - knight - house - wife - bride - groom - earth - thing | - drink - leap - bone - hand - sick - evil - little |

Per alcuni di questi termini è stata tuttavia in seguito individuata l'origine indoeuropea: ad esempio, la parola helmet sarebbe collegata all'indoeuropeo *kel- (concetto di "nascondere" e "coprire") e east all'indoeuropeo *h₂eus-ro- ("alba"). Altri vocaboli potrebbero semplicemente non essersi ben conservati in altre lingue indoeuropee: è stato suggerito, ad esempio, che il vocabolo wife possa essere collegato al tocario B kwipe ("vulva"), dalla radice indoeuropea ricostruita come *gʷíh₂bʰo-. In generale se l'appendice delle radici indoeuropee a cura di Calvert Watkins contenuta nel The American Heritage Dictionary of the English Language, pubblicato nel 1969, elencava diverse radici che all'epoca si ritenevano essere presenti solo nella lingua germanica, le edizioni più recenti ne hanno significativamente ridotto il numero.
Alcune delle più recenti trattazioni sul protogermanico tendono a respingere o ad omettere la questione del substrato germanico.
L'ipotesi è invece seguita nella scuola di linguistica storica di Leida e il dizionario etimologico olandese il cui primo volume è comparso nel 2003, influenzato dal pensiero linguistico della scuola di Leiden, riporta sistematicamente queste tesi.

## Teoria di Wiik
Il fonologo Kalevi Wiik ha sostenuto la controversa ipotesi che il substrato pre-germanico fosse una lingua non indoeuropea di origine finnica: secondo Wiik esisterebbero somiglianze tra gli errori di pronuncia della lingua inglese tipici dei parlanti la lingua finlandese e i mutamenti di suono attestati al passaggio tra il proto indoeuropeo e il protogermanico. Le argomentazioni di Wiik si basano sul presupposto che siano esistiti solo tre gruppi linguistici nell'ambito del pre-indoeuropeo, ossia le lingue ugrofinniche, l'indoeuropeo e la lingua basca, corrispondenti a tre refugia durante la glaciazione. Dopo la fine di questa, le genti parlanti lingue ugrofinniche sarebbero state le prime ad espandersi su gran parte dell'Europa e la loro lingua avrebbe influenzato quella degli invasori che parlavano l'indoeuropeo, dando luogo al protogermanico. Questa teoria tuttavia viene respinta dalla maggior parte dei linguisti. L'esistenza di altri gruppi linguistici, come quello delle lingue tirseniche, complica la situazione e smentisce che ci sia una relazione, del resto tuttora non dimostrata, tra ciascuno di questi tre gruppi e una delle tre proto-lingue di cui Wiik ipotizza l'esistenza.